# Novena
La novena (del llatí novem, 'nou') és un exercici de devoció que es practica durant nou dies per obtenir alguna gràcia, o amb una intenció. Pot estar dedicada a Déu Pare, a Jesús, a l'Esperit Sant, a la Mare de Déu, i a molts sants. Poden ser nou dies consecutius o nou vegades un dia de la setmana determinada (nou divendres, per exemple).
Quan es demana la intercessió d'un sant, es busca imitar les seves virtuts i santedat, ja que en cas contrari la novena no tindria sentit si no es practica amb fe i determinació de canvi. A diferència de les octaves, de caràcter festiu, les novenes es fan amb una intenció o per pregar per un difunt.
Actualment, i sobretot a Espanya i Llatinoamèrica, moltes poblacions preparen les festes patronals amb un solemne novenari en honor del Patró o patrona del municipi, i bàsicament consisteixen en la celebració de la Santa Missa de forma solemne i amb gran assistència de fidels durant nou dies consecutius, tot i que també, en molts llocs, s'han reduït els nous dies a tres, i s'anomena tridu en comptes de novenari. És molt comuna a Espanya la celebració de "la novena de la Immaculada" per preparar la festa del 8 de desembre, en honor de la Immaculada Concepció de la Mare de Déu.

## Història
La novena no té l'origen en la Bíblia, sinó que s'inspira en un costum grec i romà, que celebraven nou dies de dol pels difunts o per apaivagar els déus.
Jesucrist va ensenyar a pregar amb insistència (Lluc 18,11) i va demanar els Apòstols que es preparessin en oració per a la vinguda de l'Esperit Sant, després de la seva Ascenció al Cel (Fets 2, 1-41). D'aquesta experiència eclesial sorgeix la novena de Pentecosta.
Encara que els primers cristians van seguir el costum pel que fa al nombre de dies, el contingut de les novenes era completament nou; consistien en fervents oracions cristianes realitzades, en principi en forma comunitària. Al segle xvii, el papa Alexandre VII concedí la primera indulgència a una novena, en honor de Sant Francesc Xavier.
Sant Agustí va advertir als cristians que no caiguessin en costums pagans durant les novenes. Sant Jeroni deia que el nombre nou indica patiment i dolor a la Bíblia.
A l'edat mitjana es deia que Jesucrist va morir a la novena hora i que, gràcies a la Santa Missa, el difunt seria elevat al cel en el novè dia. També apareixen en aquesta època les novenes de preparació, inspirades en els nou mesos d'embaràs de la Verge, que se celebren durant els nou dies anteriors a una festivitat important, per exemple, el Nadal.